# Malarinia calcopercula
Malarinia calcopercula là một loài ốc cạn nhỏ với một nắp, thuộc họ Diplommatinidae. Chúng là loài đặc hữu của Madagascar.